# Гончаров, Николай Владимирович
Николай Владимирович Гончаров (род. 1 июля 1950, Краснодар) — российский политический деятель, депутат Государственной Думы Федерального собрания Российской Федерации V Созыва — член комитета по гражданскому, уголовному, арбитражному и процессуальному законодательству (2007—2011).

## Биография
Гончаров Николай Владимирович родился 1 июля 1950 г. в г. Краснодаре.
После демобилизации из рядов Вооруженных сил СССР работал на промышленном предприятии родного города.
В 1973 г. поступил на службу в органы внутренних дел, прошел путь от милиционера до начальника УВД г. Краснодара. За период службы в Краснодаре награждался орденом «Мужества», медалью ордена «За заслуги перед Отечеством II степени», наградным оружием, ведомственными наградами МВД РФ и других министерств.
По инициативе Гончарова Н. В. впервые в РФ, в 1993 г. в г. Краснодаре была введена программа «Школьный участковый» в школах — тысячниках. С 1996 г. её внедрили по всему Краснодарскому краю. Всего в крае насчитывалось более 400 школьных участковых, что существенно способствовало снижению количества правонарушений и преступлений среди несовершеннолетних.
Указом Президента РФ в феврале 2003 г. Гончаров Н. В. назначен на должность начальника УВД по Белгородской области. За период его руководства улучшилась раскрываемость преступлений, значительно укрепилась материально-техническая база подразделений. С 2004 г. УВД по Белгородской области по показателям оперативно-служебной деятельности вошло в число лидеров в МВД РФ.
Указом Президента РФ в апреле 2006 г. Гончаров Н. В. назначен начальником ГУВД по Ставропольскому краю. С 2007 г. ГУВД ежегодно стало повышать оперативно-служебные показатели и стало одним из лучших подразделений МВД РФ. В борьбе с незаконными вооруженными формированиями произошел резкий перелом, целый ряд террористов были привлечены к уголовной ответственности или уничтожены при оказании вооруженного сопротивления.
Был избран депутатом Государственной Думы Федерального собрания Российской Федерации V Созыва — членом комитета по гражданскому, уголовному, арбитражному и процессуальному законодательству.
Принимал активное участие в формировании законов при реформировании милиции в полицию. В частности, внес поправки в законодательство о службе в Органах внутренних дел. Они были приняты: старшие офицеры смогли служить до 60 лет, высшие должностные лица — до 65 лет, а, с продлением президента, их служба могла быть продлена до 70 лет.
Имеет высшее юридическое образование и ученую степень. Женат, имеет дочь и двух внуков.

## Награды
Государственные награды:
- 21.06.1996 г. Кавалер «Ордена Мужества»
- 13.03.2002 г. Медаль ордена «За заслуги перед Отечеством» II степени
- 11.02.2000 г. Благодарность Верховного Главнокомандующего Вооруженными силами РФ
- 06.05.2008 г. Орден «За заслуги перед Отечеством» IV степени (Закрытым указом)

Награды МВД РФ:
- «Почетный работник МВД»
- Медали: «За Безупречную службу в МВД РФ всех степеней»
- «Ветеран МВД»
- «За доблесть в службе»
- «За отличие в службе» — трёх степеней
- «За боевое содружество»
- «200 лет МВД»
- «За заслуги в управленческой деятельности» I степени
- «За Отличную службу в МВД»
- «За верность долгу»
- «Наставник I класса»
- Наградное оружие
- Ветеран боевых действий

Другие награды:
- Медаль «За содружество во имя спасения» МЧС РФ
- Юбилейные награды Министерства обороны РФ (как ветерану боевых действий)
- 6 международных наград
- Медаль "За заслуги в проведении Всероссийской переписи населения.